# Langona tigrina
Langona tigrina là một loài nhện trong họ Salticidae.
Loài này thuộc chi Langona. Langona tigrina được Eugène Simon miêu tả năm 1885.